# Digit (Gorilla)
Digit (* 1965; † 1977) war ein männlicher Berggorilla, der durch die Arbeit der Primatologin Dian Fossey zunächst innerhalb der wissenschaftlichen Gemeinde und später durch den Spielfilm Gorillas im Nebel auch einer breiteren Öffentlichkeit bekannt wurde.

## Digit und Fossey
Dian Fossey lebte von 1967 bis zu ihrem Tod im Jahr 1985 im Karisoke Research Center, einer Forschungsstation für Berggorillas in Ruanda, die sie gegründet hatte. Während der täglichen Beobachtung der Tiere entwickelte sie eine besonders enge Beziehung zu dem damals etwa fünfjährigen männlichen Gorilla Digit (dt. Finger), den sie wegen einer Anomalie seiner rechten Hand (vermutlich infolge eines gebrochenen Mittelfingers) so benannte.
Fossey beobachtete Digit über zehn Jahre lang, und mit der Zeit schenkte er ihr zunehmend Vertrauen und erlaubte ihr bald auch körperliche Nähe. Fossey ließ sich aber auch auf emotionaler Ebene auf Digit ein. 1981, vier Jahre nach seinem Tod, schrieb sie: „Digits Tötung war vermutlich das traurigste Ereignis in all den Jahren, die ich mit den Berggorillas geteilt hatte. [...] Digit war ein Favorit unter den von mir studierten Gorillas, und ich schäme mich nicht, ihn als meinen geliebten Digit zu bezeichnen.“
Am Silvestertag 1977 wurde der mittlerweile erwachsene Silberrücken im Kampf mit sechs Wilderern getötet, während er versuchte, seine Familie vor den Angreifern zu schützen. Der Rest der Gruppe konnte dank seines Einsatzes entkommen, lediglich Digits Sohn Kweli wurde von den Wilderern lebend mitgenommen, offenbar um einem Zoo zugeführt zu werden. Digit wurde von mehreren Speeren tödlich getroffen, sein Körper danach verstümmelt: Kopf, Hände und Füße wurden abgehackt, vermutlich um sie als Souvenirs  zu verkaufen.
Einer von Digits Mördern, Munyarukiko, wurde am nächsten Tag gefasst. Der Angehörige eines der dort ansässigen Stämme gab zu, dass ihm ein Hutu-Händler 20 US-Dollar für Digits Körperteile bezahlt hatte. Sein Kopf sollte als Trophäe, seine Hände als Aschenbecher dienen.

## Digits Tod und die Folgen

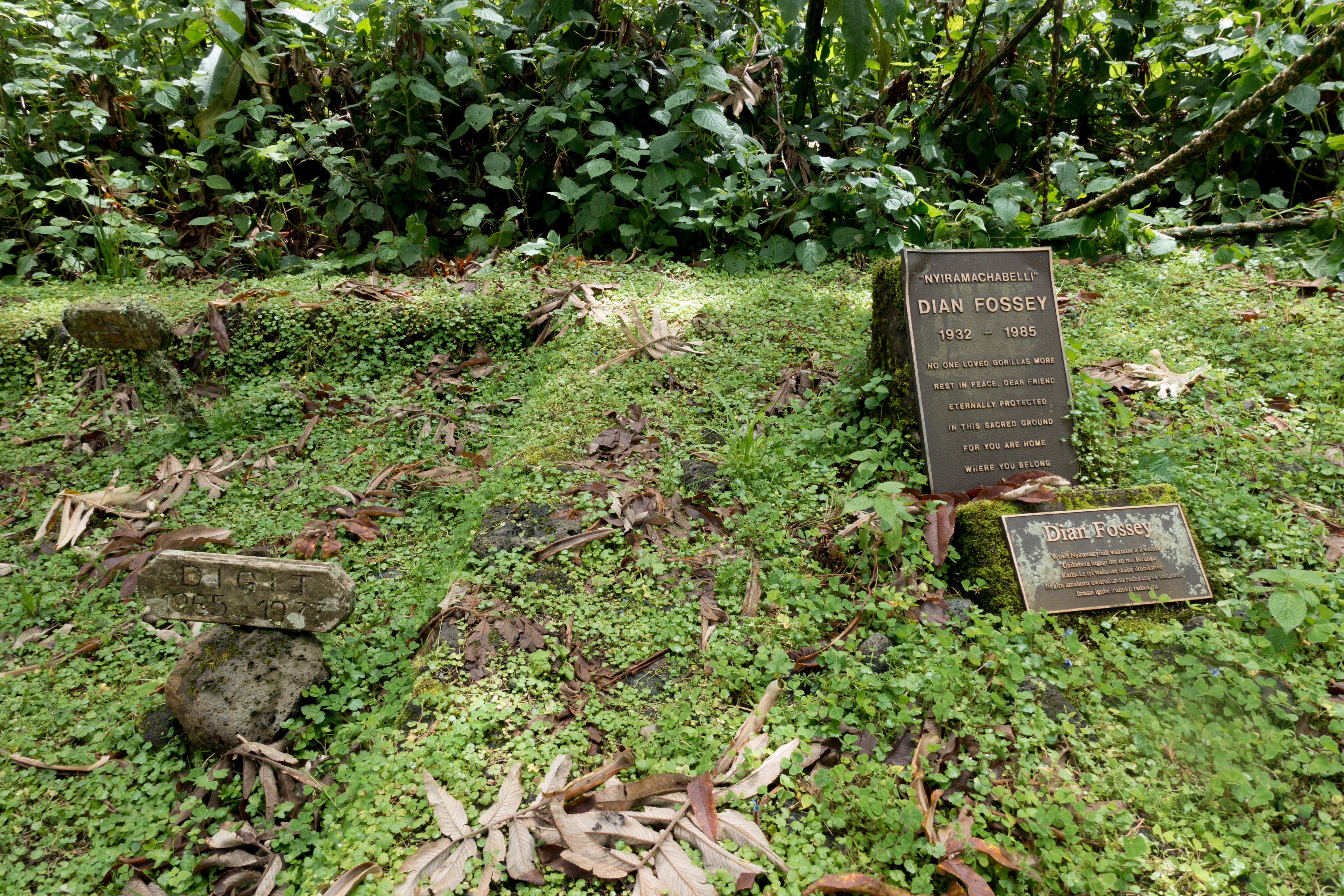
Gräber von Digit und Dian Fossey auf dem Gorillafriedhof im Karisoke Research Center in Ruanda

Das  für Fossey  einschneidende Ereignis veranlasste sie zu einer radikalen Änderung ihrer bisherigen Haltung. Sie gab ihre zunächst rein wissenschaftlichen Untersuchungen zugunsten ihres persönlichen Engagements im Sinn einer „Anwaltschaft“ für die Gorillas auf. Unter Berufung auf den Begriff active conservation (dt. etwa: aktive Arterhaltung) wies sie ihre Studenten an, von nun an bewaffnet auf Patrouille zu gehen, legte sich mit der ruandischen Regierung an und setzte ein Kopfgeld für die Ergreifung der übrigen an Digits Tötung beteiligten Männer aus. Drei von ihnen wurden später gefasst.
Fossey nutzte Digits Bekanntheit und seinen Tod – er firmierte bis dahin weltweit auf Plakaten von Reisebüros als Repräsentant und Symbol des Nationalparks –,  um internationale Aufmerksamkeit und Unterstützung für ihr Anliegen zu erlangen. Im Jahr 1978 gründete sie den Digit Fund, der ihren Kampf gegen die Wilderer finanzieren sollte. Die National Geographic Society, für die sie mehrere Artikel geschrieben hatte, unterstützte sie. Die Mittel dienten ihr unter anderem zum Unterhalt von Patrouillen, die die von Wilderern ausgelegten Fallen unschädlich machten. Die 1992 als Nachfolgeorganisation gegründete Stiftung Dian Fossey Gorilla Fund International widmet sich auch heute noch dem Schutz und der Erhaltung der Berggorillas.
Weil trotz ihres  Einsatzes auch nach Digits Tod immer wieder die Leichen getöteter Gorillas gefunden wurden, legte Dian Fossey im Karisoke Research Center einen Gorillafriedhof an. Auch Fossey selbst wurde nach ihrem gewaltsamen Tod 1985 dort beerdigt.